# Minuskuł 57
Minuskuł 57 (wedle numeracji Gregory–Aland) δ 255 (Soden) – rękopis Nowego Testamentu, z XII wieku pisany minuskułą na pergaminie w  języku greckim. Przechowywany jest w Magdalen College w Oksfordzie. Był wykorzystywany w dawnych wydaniach  greckiego Nowego Testamentu. 

## Opis rękopisu
Kodeks zawiera pełny tekst czterech Ewangelii, na 291 pergaminowych kartach (22,5 na 19 cm) . Zawiera także Psalmy i Hymny w przekładzie Septuaginty.
Tekst rękopisu pisany jest jedną kolumną na stronę, w 25 linijek na stronę, stosuje złote inicjały. Litery są małe i według oceny Scrivenera piękne. Dobbin opisał pismo jako wykwintne, bardzo małe, charakteryzujące się doskonałą jednolitością i pełne dość zagadkowych, ale symetrycznych zawijasów ("exquisite, very small, marked by a perfect uniformity, and full of rather puzzling but symmetrical flourishes and contractions"). 
Tekst dzielony jest na dwa sposoby, według krótkich Sekcji Ammoniusza oraz według długich rozdziałów (κεφαλαια). Zawiera kolofony na końcu każdej Ewangelii. 

## Tekst
Grecki tekst Nowego Testamentu reprezentuje bizantyjską tradycję tekstualną.  Aland umieścił go w  V kategorii. 
Rękopis nie był badany metodą wielokrotnych wariantów Claremont Profile Method.

## Historia
Rękopis prawdopodobnie powstał w Konstantynopolu. Scrivener i Gregory datowali rękopis na XII wiek. INTF datuje go na XII wiek . 
Rękopis znał John Mill, który wykorzystał go w swoim wydaniu greckiego Nowego Testamentu. Wykorzystany też został w Poliglocie Waltona (jako Magd 1). 
Johann Jakob Wettstein wciągnął go na listę rękopisów Nowego Testamentu, nadał mu numer 57 i sporządził jego opis.  Griesbach sprawdził niektóre jego warianty. Rękopis był badany przez Gregory'ego. Nie jest wykorzystywany we współczesnych wydaniach greckiego Nowego Testamentu. 
Rękopis przechowywany jest w Magdalen College (Gr. 9) w Oksfordzie . 